# أسوس (كورينثيا)
أسوس (Άσσος) هي مدينة في كورينثيا في مقاطعة كينتريكي إلادا في اليونان.
يبلغ عدد سكانها حوالي 2587   نسمة.